# سفارة البرازيل في أوكرانيا
سفارة البرازيل في أوكرانيا هي أرفع تمثيل دبلوماسي لدولة البرازيل لدى أوكرانيا. تقع السفارة في كييف وهي تهدف لتعزيز المصالح البرازيلية في أوكرانيا.

## وصلات خارجية
- الموقع الرسمي
- قائمة سفارات البرازيل
- قائمة السفارات في أوكرانيا